# Cerapachys lamborni
Cerapachys lamborni é uma espécie de formiga do gênero Cerapachys.